# Spykee
Spykee je počítačem řízená robotická hračka pro děti od 8 let, uvedená na trh firmou Mecano v roce 2008. 
Spykee slouží jako MP3 přehrávač a pohyblivá webová kamera s mikrofonem. Může se pohybovat v dosahu svého přípojného bodu. Pokud se blíží vybití baterií, robot je na krátkou vzdálenost schopen najít svou dobíjecí stanici.
Robot je dodáván jako stavebnice. Hlavními díly je podvozek s elektronikou a infračerveným portem a hlava s webkamerou. Sestavení a instalace by měly dítěti zabrat kolem 1,5 hodiny.

## Spykee obsahuje
- kameru ( 320×240 , 15 fps )
- mikrofon 2W
- MMI software napsaný v Microsoft.net
- Wi-Fi 802.11 b/g

## Spykee umí
- pohybovat se, sledovat, poslouchat a mluvit
- VOIP telefonovat
- přehrávání MP3
- poznat pohyb - pokud Spyke pozná pohyb spustí alarm, nebo vám zašle fotografie
- fotografovat, natáčet videa, zvukové a světelné efekty
- vrátit se sám do nabíječky
- ovládání robota je možné přes lokální wifi spojení, nebo z jakéhokoli místa připojeného k internetu